# バイタルパート
バイタルパート（Vital part）とは、軍艦における「重要防御区画」という概念のこと。VPと略されることがある。破壊された場合に致命的であることから転じて、軍艦設備でなくとも使われることがある。
海外ではVital partという語が使われることは少なく、こうした部位優先度を設定する防御様式を「All or nothing」ということが多い。これを意訳して「集中防御方式」という。
また排水量が小さかった前弩級戦艦より以前にも類似の発想はあり、そちらは「増設装甲帯」（シタデル(Citadel)、元はフランス語で城塞のこと）と呼ばれる。

## 概要
14世紀中ごろから始まった艦砲による砲撃戦が発展していくにつれ、艦載砲は大口径化の一途を辿り、敵の砲弾を防ぐための装甲も重厚化していった。水上にあり重量を船底全面に分散させている艦船は、走行装置の部品に荷重が集中する戦車のような重量の制約が厳しくなく、純粋に装甲板を厚くすることで敵の砲弾から船体を防御していた。
しかし第一次世界大戦頃には、船体全てを装甲板で覆うことに限界が見えてきた一方で、艦砲の大口径化は収まらず被弾時の脅威は増大していった。そこで生み出されたのがバイタルパートである。これは軍艦に於いて直接的に継戦能力に関わる、主砲塔・弾火薬庫・機関部といった重要な区画を出来る限り集約し、そこだけを集中的に防御することで、装甲重量の増加による排水量の増加を抑えつつ、被弾しても最低限の戦闘能力は維持しようという概念である。この集中防御された箇所「重要防御区画」をバイタルパートという。バイタルパートの装甲を破られると多大な損害を被るが、ミサイルが存在しない第二次大戦期までは、敵艦のバイタルパートを狙い撃ちするのは事実上不可能であった。
装甲化箇所を必要最小限としたことで排水量増加を抑えつつ防御力を高められる本概念は、第二次世界大戦中の戦艦・巡洋艦に適用され、大艦巨砲主義を実現する上で必要不可欠となった。例えば大和型戦艦について「対46cm砲装甲を備えていた」というのは、このバイタルパート装甲を指すのであり、船体全てが装甲で防御されているわけではない。基本的に装甲が施されるのは誘爆によって轟沈の恐れがある弾火薬庫及び主砲塔、破壊されると航行不能になる舵取機械、主機関、艦首脳の位置する司令塔などである。大和型戦艦を例に取ると、バイタルパートは第1主砲塔から第3主砲塔の間に集中されており、装甲と二重船殻で防御している。このバイタルパートの中に、弾火薬庫、機械室、罐室、発電機室、水圧機室、変圧器室、発令所、通信室、注排水指揮所等をまとめている。バイタルパートの側壁は同一箇所への魚雷3発の直撃を想定し、410mm（平面部200mm）の装甲は46cm主砲弾の直撃や高度2200mから投下された2トン爆弾に耐えることができた。
船体長（特に比重が大きいバイタルパート長）の縮減は、被弾確率の低減、排水量減による建造費縮減あるいは同じ予算でより重武装の艦の実現など恩恵が多く、特にワシントン海軍軍縮条約以後、艦船の排水量規制が加わると、各国はさまざまな工夫を凝らした。
日本海軍艦は武装と速力を重視し、上部構造物周辺で短縮化しようとする傾向がある。他国戦艦では前後に並ぶことが多い艦橋・装甲司令塔と射撃指揮所マストを、日本戦艦は一体化したパゴダマストとしたり、高雄型重巡洋艦でも大きく後方へ湾曲した煙突をまたぐ形で艦橋構造物を設けるといった例がある。一方でこの志向は浸水耐性が高い機関シフト配置の導入を、機関部長が増す点でためらう面ももたらした。
アメリカ戦艦は伝統的に近海防衛での決戦を主眼に、速力を妥協して船体を短く設計する防御重視志向である。同様の理由で砲塔周りの短縮化を図り二段式砲塔など試行錯誤を経てワールドスタンダードとなる背負式砲塔配置を考案するに到った。フランス戦艦は門数比での砲塔数を減らす多連装化を突き詰めた四連装砲塔の開発採用を推し進めた。